# Joan Ordinas i Tous
Joan Ordinas Tous (Santa Margalida, Mallorca, 1839 - Girona, 1899) fou un cantant mallorquí de la corda de baix.
Fill d'una acabalada família, els seus pares el destinaven al sacerdoci i seguí alguns cursos en el seminari a Ciutat de Palma, però la seva bella veu de baix i la seva afició el feren abandonar aquell establiment, traslladant-se a Barcelona, on estudià amb el cèlebre Selva.
Debutà com a primer baix en el Gran Teatre del Liceu de Barcelona (1862), i des de llavors corregué els principals teatres d'Europa i Amèrica, creant la majoria de personatges de les òperes que s'estrenaren en aquella època, i sobretot el Mefistofil del Faust de Gounod, que interpretava de manera meravellosa, sent anomenat el rei dels Mefistofils.
Ordinas Tous posseïa una veu flexible, vellutada i d'extraordinària extensió, i era, a més, un gran tràgic, com ho demostra el fet que Salvini i la Ristori li haguessin ofert un lloc important en la seva companyia, que Ordinas Tous no va voler acceptar.
Fou professor honorari del Conservatori de Milà, i en els últims anys de la seva vida havia fundat una escola de cant a Barcelona.